# Sphinx sequoiae
Sphinx sequoiae är en fjärilsart som beskrevs av Jean Baptiste Boisduval 1868. Sphinx sequoiae ingår i släktet Sphinx och familjen svärmare. Inga underarter finns listade i Catalogue of Life.